# Corinna Everson
Corinna Everson (Racine, Wisconsin; 4 de enero de 1958) es una culturista profesional y actriz estadounidense. Ganó de manera consecutiva seis títulos de Ms. Olympia entre los años 1984 y 1989.

## Primeros años y educación
Natural de la ciudad de Racine, ciudad del condado homónimo del estado de Wisconsin, estudió en el instituto de Deerfield, en el estado vecino de Illinois. Posteriormente, estudió en la Universidad de Wisconsin-Madison, donde destacó en varios deportes (gimnasia, atletismo y bádminton).
Mientras asistía a la Universidad, conoció a Jeff Everson, un culturista de competición que trabajaba allí como entrenador de fuerza. Se casaron en 1982. Mientras estaban casados, los Everson crearon un exitoso negocio de venta de ropa por correo llamado Sampson and Delilah.

## Carrera de culturista
Comenzó a entrenar seriamente como culturista después de su graduación, y progresó rápidamente. En los primeros años, ella y Jeff entrenaban en el gimnasio Ernie's Gym de la avenida Sherman de Madison (Wisconsin).
Ganó el concurso Ms. Olympia en su primera participación, permaneciendo invicta en la competición desde 1984 hasta 1989, cuando se retiró de la competición.

### Historial competitivo
- 1980 - Ms. Mid America - 1º puesto (Tall y Overall)
- 1980 - American Couples - 3º puesto (con Jeff Everson)
- 1981 - Ms. Midwest Open - 1º puesto (Tall y Overall)
- 1981 - Ms. Central USA - 1º puesto (HW yd Overall)
- 1981 - Couples America - 1º puesto (con Jeff Everson)
- 1981 - American Championships - 11º puesto (MW)
- 1982 - Ms. East Coast - 1º puesto (MW)
- 1982 - Bodybuilding Expo III - 2º puesto (MW)
- 1982 - Bodybuilding Expo Couples - 2º puesto (con Jeff Everson)
- 1982 - AFWB American Championships - 5º puesto (HW)
- 1982 - IFBB North American - 1º puesto (MW y Overall)
- 1982 - IFBB North American Mixed Pairs - 1º puesto
- 1983 - Bodybuilding Expo IV - 1º puesto (MW y Overall)
- 1983 - Bodybuilding Expo Mixed Pairs - 1º puesto
- 1983 - U.S. Bodybuilding Championships Couples - 1º puesto (con Jeff Everson)
- 1983 - AFWB American Championships - 8º puesto (HW)
- 1983 - NPC Nationals - 2º puesto (HW)
- 1984 - American Women's Championships - 1º puesto (HW y Overall)
- 1984 - NPC Nationals - 1º puesto (HW y Overall)[5]
- 1984 - IFBB Ms. Olympia - 1º puesto[1]
- 1985 - IFBB Ms. Olympia - 1º puesto[1]
- 1986 - IFBB Ms. Olympia - 1º puesto[1]
- 1987 - IFBB Ms. Olympia - 1º puesto[1]
- 1988 - IFBB Ms. Olympia - 1º puesto[1]
- 1989 - IFBB Ms. Olympia - 1º puesto[1]

### Premios y reconocimientos
En enero de 1999, Everson fue incluida en el Salón de la Fama de la IFBB, como parte del grupo inaugural. Fue incluida en el Salón de la Fama del Culturismo de Muscle Beach Venice el 5 de septiembre de 2005.
En el Arnold Classic de 2007 se convirtió en la primera mujer en recibir el Premio a la Trayectoria, y en 2008 ingresó en el Salón Nacional de la Fama del Fitness.

## Carrera como actriz
Tras retirarse de la competición, se dedicó a la interpretación y su primera aparición en una película importante fue Doble impacto (1991), junto a Jean-Claude Van Damme, en la que interpreta a Kara, una matona que trabaja para el villano principal. Tuvo un papel menor en Natural Born Killers. Luego, en Ballistic (1995), retomó el papel de musculosa malvada, perdiendo la pelea final contra Marjean Holden, que interpreta a una policía encubierta.
Everson ha hecho varias apariciones como invitada en series de televisión, sobre todo en el papel de Atalanta en Hercules: The Legendary Journeys. Apareció en dos episodios de Las aventuras de Brisco County Jr. con su hermana, Cameo Kneuer.
En 1991 apareció en To Tell The Truth Game Show. Everson fue la presentadora original del programa de fitness BodyShaping,  que también produjo. También presentó su propio programa de ejercicios en ESPN, Cory Everson's Gotta Sweat, durante siete años.

## Vida personal
Cory y Jeff Everson se divorciaron en 1996; sin embargo, ella mantuvo "Everson" como nombre artístico. En 1998 se casó con Steve Donia, un dentista cosmético; tienen dos hijos que adoptaron de Rusia. Colaboró con Nightlight Christian Adoptions, una agencia de adopción que lleva a los huérfanos de Rusia y Bielorrusia a Estados Unidos para que los acojan familias que desean adoptar un niño.
La hermana de Everson, Cameo Kneuer, ha sido dos veces campeona nacional de fitness y es una de las protagonistas de la serie de televisión Knights and Warriors.